# 龚晓南
龚晓南（1944年10月—），浙江金华人，土木工程学专家。浙江大学土木工程学系教授、博士生导师。

## 生平
1944年10月生于婺城区罗埠镇山下龚村。1958年考入汤溪中学高中部（1960年高中部并入金华一中）。1967年毕业于清华大学工业与民用建筑专业。1984年获浙江大学岩土工程专业博士学位，是浙江省培养的第一位博士，也是中国培养的第一位岩土工程博士。1988年聘为浙大教授，1993年成为博士生导师。2011年当选中国工程院院士，并已出版18部著作，主编16部学术论文集，发表249篇论文，培养出硕士26位、博士30位。
软黏土工程学、土塑性力学、地基处理技术与复合地基理论、深基坑工程和土工计算机分析是他的主要研究领域。创建了广义复合地基理论，促进形成复合地基工程应用体系。
学术兼职包括：中国土木工程学会理事、土力学及岩土工程学会副理事长、地基处理学术委员会主任。